# Corneliu Zelea Codreanu
Corneliu Zelea Codreanu (ur. 13 września 1899 w Huși, Mołdawia, zm. 30 listopada 1938 w konwoju do twierdzy Jilava) – rumuński polityk, przywódca mistycznego, religijnego Ruchu Legionowego (Legion Archanioła Michała) oraz jego zbrojnego ramienia – Żelaznej Gwardii.

## Życiorys

### Pochodzenie
Corneliu Codreanu urodził się 13 września 1899 w miejscowości Huși na Bukowinie, jako Korneliusz Codreanu w rodzinie urzędniczej o polsko-niemiecko-mołdawskich korzeniach. Przed narodzinami Korneliusza, jego ojciec, Ion (Jan) Zeliński, zmienił swoje nazwisko na Zelea Codreanu. Matka, Eliza (z domu Brauner/Brunner) była Niemką. Dziadek ze strony ojca, Simon Zelea, pochodził z rodziny chłopskiej z mołdawskiej wsi Yizhivtsi na Bukowinie. Podczas gdy Bukowina w latach 1786-1848 była pod polską administracją (należącą do prowincji Galicja), został zmuszony przez władze do zmiany nazwiska na Zeliński. Ojciec matki – Adolf Brunner, przybył na Bukowinę z Bawarii i był celnikiem. Korneliusz został ochrzczony w cerkwi wraz z rodzicami, po czym dokonali aktu konwersji na prawosławie oraz jednoznacznego opowiedzenia się za rumuńską tożsamością narodową. Wcześniej, rodzina Codreanu używała podwójnego polsko-rumuńskiego nazwiska. Złożone, wielonarodowe pochodzenie Cornelia Codreanu było w latach 30. wykorzystywane przez jego politycznych oponentów, którzy wytykali mu, że nie jest „czystej krwi Rumunem”.

### Młodość
Uczęszczał do szkoły podstawowej w Jassach i Huși, a między 1912 – 1916 uczęszczał do szkoły (liceum) kadetów w klasztorze Dealu. W 1916 roku, gdy Rumunia przystąpiła do I wojny światowej po stronie Ententy, Codreanu starał się zaciągnąć do armii, jednak, po krótkim epizodzie na froncie, ze względu na wiek został odesłany do domu. W 1918 po ukończeniu szkoły wojskowej w Botoszanach otrzymał stopień podoficerski. W latach 1918–1922 studiował prawo na uniwersytecie w Jassach, udzielając się czynnie w lokalnym ruchu nacjonalistycznym. W 1922 roku wyjechał kontynuować studia do Berlina, które jednak przerwał jeszcze w tym samym roku, by po powrocie do Rumunii wziąć udział w studenckich protestach przeciw nadaniu Żydom pełnych praw obywatelskich. Przy okazji tych wydarzeń, 4 marca 1924 roku, wraz z seniorem rumuńskiego ruchu nacjonalistycznego i antysemickiego oraz dawnym wykładowcą z Jassów – A.C. Cuzą – założył Ligę Obrony Narodowo-Chrześcijańskiej (Liga Apărării Național Creștine – LANC).
Kiedy protesty nie przynoszą skutków i rumuński parlament przegłosowuje przyznanie Żydom praw, Codreanu wraz z grupą towarzyszy postanowił „w akcie desperacji” zabić sześciu ministrów, którzy w ich opinii zdradzili Rumunię, a także wybranych żydowskich przedsiębiorców, rabinów oraz dziennikarzy. W wyniku donosu jednego ze spiskowców plan nie doszedł do skutku, a cała grupa została aresztowana. Codreanu przyznał się do winy, jednak wraz z innymi został uniewinniony, ponieważ w świetle ówczesnego rumuńskiego prawa, konspiracja jest za taką uznawana jedynie, gdy data czynu zostanie ustalona, co w tym przypadku nie miało miejsca. Cała grupa została uwolniona, poza późniejszym bliskim współpracownikiem Codreanu, Ionem Moțą, który pozostał w więzieniu za zastrzelenie osoby winnej wpadki. W więzieniu Codreanu wpadł na pomysł stworzenia poświęconej Michałowi Archaniołowi organizacji skupiającej się bardziej na kształceniu „nowego człowieka” niż działalności stricte politycznej. W początkowych zamierzeniach miała być to „młodzieżówka” Ligi Obrony Narodowo-Chrześcijańskiej nazwana „Bractwem Krzyża” (Frăția de Cruce). Jedną z jej pierwszych inicjatyw była budowa domu studenckiego w Unghenii, niedaleko Jass. 6 maja 1924 roku budowa domu została przerwana przez policję pod wodzą prefekta Constantina Manciu. Studenci, z Codreanu na czele, zostali aresztowani, pobici, a następnie torturowani na komendzie aż do interwencji A.C. Cuzy, po której ich wypuszczono. 24 października Codreanu, przy okazji składania zeznań w sądzie w sprawie skargi jednej z ofiar, zabił Manciu strzałem z rewolweru, po czym oddał się w ręce władz. W odległym Turnu Severin, gdzie przetransportowany został w bezskutecznym poszukiwaniu obiektywnej ławy przysięgłych (przysięgli z Turnu Severin, po wydaniu wyroku, pojawili się na sali ze wstążkami ze swastyką – symbolem LANC), został uniewinniony jako działający w obronie własnej.
13 czerwca 1925 wziął ślub z Eleną Ilinoiu. W 1925, m.in. w wyniku narastającego sporu z Cuzą, wraz z Ionem Moţą i żoną wyjechał kontynuować studia w Grenoble. Wrócił na moment do Rumunii w 1926 by wziąć udział w wyborach do parlamentu, które przegrał. W 1927, z powodu rozpadu LANC, wrócił na stałe. Zamiast przyłączyć się do którejś z dwóch zwalczających się frakcji 24 czerwca 1927 założył mistyczno-ideowy (na wzór średniowiecznych zakonów rycerskich) – Legion Michała Archanioła (Legiunea Arhanghelului Mihail), który miał służyć pogłębianiu świadomości narodowej i religijnej wśród Rumunów. W Legionie przyjął tytuł kapitana (Capitanul). Wzrastająca popularność ruchu Legionowego i jego sukcesy wyborcze skłoniły władze w latach 30. do podjęcia brutalnych represji wobec jego członków. Codreanu był wielokrotnie aresztowany, a Legion kilkakrotnie delegalizowany. Sam Legion, za władzy Codreanu, odpowiedzialny był za przynajmniej dwa zabójstwa (premiera Rumunii i zaprzysięgłego wroga Żelaznej Gwardii – Iona Duki w 1933 oraz byłego legionisty, „zdrajcy sprawy” – Mihaia Stelescu w 1936) oraz być może powiązany był z próbą zabójstwa podsekretarza spraw wewnętrznych – Constantina Angelescu w 1930
Po sukcesie wyborczym w grudniu 1937, kiedy Legion zdobył 16 procent głosów i stał się trzecią siłą polityczną w Rumunii, król Karol II w lutym 1938 rozwiązał parlament i wprowadził stan wyjątkowy. Dokonano konfiskaty całego majątku Legionu i zlikwidowano jego kooperatywy. Codreanu podporządkował się decyzjom władz: zakazał stawiania oporu i jedynie wystosował list otwarty do cieszącego się powszechnym szacunkiem historyka, prof. Nicolae Iorgi, z prośbą o wstawiennictwo. Właśnie na podstawie tego listu został 16 kwietnia 1938 aresztowany za „obrazę królewskiego doradcy”. Wraz z nim zatrzymano tysiące legionistów. Codreanu został oskarżony o szpiegostwo na rzecz obcego mocarstwa (w domniemaniu: Włoch lub Niemiec), zdradę ojczyzny i przygotowywanie w porozumieniu z obcym mocarstwem zbrojnego powstania w kraju. 27 maja 1938 został skazany podczas pokazowego procesu na dziesięć lat ciężkich robót. W nocy z 29/30 listopada tegoż roku Codreanu oraz trzynastu innych legionistów zostało wysłanych w transporcie do więzienia w Jilavie. Nad ranem wszyscy zostali uduszeni przez eskortujących ich żandarmów, podlegających ministrowi spraw wewnętrznych, Armandowi Călinescu. Zwłoki zamordowanych, dla pewności przestrzelone, oblane kwasem siarkowym i przykryte warstwą niegaszonego wapna, zakopano następnie w lesie Tincabesti, a dół zalano betonem oraz przykryto ziemią i mchem. W prasie ukazał się komunikat o ich „zastrzeleniu podczas próby ucieczki”. Dwa lata później, po abdykacji Karola II, przejęciu władzy przez armię i Legion (pod kierownictwem Horii Simy) i proklamowaniu (14 września 1940) Rumunii Narodowym Państwem Legionowym, odnaleziono grób Codreanu i jego towarzyszy. Po dokonaniu ekshumacji zwłok, 30 listopada 1940 odbył się w Bukareszcie ich uroczysty pogrzeb. Obecnie jest czczony jako wzór przez wiele organizacji nacjonalistycznych.